# Iffendic
Iffendic (bret. Ilfentig) – miejscowość i gmina we Francji, w regionie Bretania, w departamencie Ille-et-Vilaine.
Według danych na rok 1990 gminę zamieszkiwało 2675 osób, a gęstość zaludnienia wynosiła 36 osób/km² (wśród 1269 gmin Bretanii Iffendic plasuje się na 215. miejscu pod względem liczby ludności, natomiast pod względem powierzchni na miejscu 18.).